# Кароль Ружицький (генерал)
Кароль Ружицький (5 листопада 1789 — 12 вересня 1870) — польський шляхтич, активний учасник наполеонівських війн та Польського повстання 1830 - 1831 років.

## Біографія
Кароль Ружицький народився 1789 року на Поділлі, в невеликому селі поблизу Чернівців (сучасна Україна). У 1809 році вступив до армії герцогства Варшавського і взяв активну участь у кампанії того ж року. Був поранений в 1812 році під Борисовим офіцером уланів. За часів Королівства Польського продовжував служити в польській армії, у 2-му Уланському полку під командуванням Юзефа Дворницького, одного з майбутніх керівників повстання. У 1827 році він отримав звання капітана і вийшов у відставку.
Під час Листопадової революції, у травні 1831 року, він створив на Волині кавалерійський козачий полк, який вважався одним із найбільш боєздатних кавалерійських з'єднань повстанців. Цей полк відзначився своїм знаменитим походом з Волині, обложеної російськими військами, на польське Замостя. За час походу Ружицький разом зі своїм полком взяв участь у 16 битвах і невеликих сутичках, найвідомішою з яких стала битва під Ільжею 9 серпня 1831 року, під час якої відбулася своєрідна дуель один на один між майором Ружицьким і російським майором Геннігом, і командир волинських кавалеристів здобув перемогу в цій битві. Під час повстання Ружицький дослужився до звання полковника і отримав польський військовий орден «Virtuti militari».
Після капітуляції емігрував до Франції, залишивши на Волині дружину та п'ятьох дітей. Був активним учасником демократичних організацій («Молода Польща», «Польське демократичне суспільство» та інші). У 1842 р. вступив у зв'язок з А. Товянським.
У 1853 році турецький уряд запросив його до себе на службу в чині генерала. Він не прийняв пропозицію.
Після початку Січневого повстання 1863 року національний уряд викликав його до участі, і він отримав звання генерала. Він прибув до Кракова, але, розвідавши обстановку, не вжив заходів і повернувся до Парижа, де й загинув. Похований на цвинтарі Монмартр. Він був батьком Едмунда Ружицького, генерала Січневого повстання та шурином Садика-паші. Прадід Людомира Ружицького. Він залишив після себе «Спогади Волинського кавалерійського полку, 1831 року», які вийшли друком у Парижі 1866 року і розповідають про участь Ружицького та його загону в польському повстанні 1831 року.